# Placidus Stainbacher
Placidus Stainbacher, auch Steinbacher oder Stainpacher OSB (* 1642 in Straubing; † 25. Dezember 1720 in Frauenzell) war ein deutscher Benediktiner in Kloster Mallersdorf und später Abt in Kloster Frauenzell.

## Biographie
Placidus Stainbacher kam bereits 1657 von Straubing nach Mallersdorf. Hier trat er in das Benediktinerkloster ein und legte nach Abschluss des Noviziats die feierliche Profess ab. Für die höheren Studien wurde er an die Universität Dillingen und an die Benediktineruniversität Salzburg geschickt. Im Kloster Mallersdorf bekleidete er anschließend die Ämter des Priors und des Novizenmeisters. Im Jahr 1680 kam er als Leiter des Convicts an die Universität Salzburg und 1694 wurde er zum Direktor des gemeinsamen Studiums der Bayerischen Benediktinerkongregation bestellt, das sich zu dieser Zeit im Kloster Prüfening bei Regensburg befand.
Bereits am 16. November desselben Jahres wurde er nach der Resignation von Abt Gregor von Frauenzell vom dortigen Konvent als dessen Nachfolger zum Abt postuliert. Im Jahr 1711 wurde er zudem zum Praeses der Bayerischen Benediktinerkongregation bestimmt; dieses Amt hatte er bis 1717 inne. Zeitgenössische Quellen heben an Placidus Stainbacher seine Frömmigkeit, sein Pflichtgefühl, seine Gelehrsamkeit und seine umsichtige und kluge Wirtschaftsführung hervor. Seine Tätigkeit als Abt und Präses fällt in die Zeit des Spanischen Erbfolgekrieges (1701–1714), in den auch Bayern verwickelt war und von dessen Auswirkungen auch das Kloster Frauenzell und sein Umland betroffen waren. Außerdem kam es zu neuen Konflikten mit den Herren von Brennberg, die ihre früheren Rechte über Kloster Frauenzell erneut geltend zu machen versuchten.
Abt Placidus Stainbacher starb am Weihnachtstag 1720 und wurde in der alten Klosterkirche von Frauenzell bestattet. Sein Grabstein überdauerte den Abbruch und Neubau der barocken Kirche und befindet sich heute im Kreuzgang des ehemaligen Klosters.

## Werke (Auswahl)
- Placidi Stainbacher tractatus de Gratia. Eiusdem tractatus de fide, spe et charitate (1693/1694; studio congregationis a Gregorio Franzinger Prifling. exceptus) - BSB Clm 28005 (Digitalisat bei: deutsche-digitale-bibliothek.de).
- Leich- und Lob-Predig weylandt Des Hochw. in Gott Wohl-Edlen Herrn, Herrn Antonii, Des Exempten Closters S. Joan. Evang. Berg zu Mallerstorff Exempter Bayrischer Benedictiner Congregation würdigsten Abbtens ... : gehalten Im dreyssigisten Tag nach seinem hochseeligen Ableiben bey hochansehenlichen Gegewart Geist: und Weltlichen Zuhörern, Regensburg 1695 (Digitalisat bei: deutsche-digitale-bibliothek.de).